# Giro del Veneto 2021
Il Giro del Veneto 2021, ottantaquattresima edizione della corsa, valido come evento dell'UCI Europe Tour 2021 e come ventunesimo della Ciclismo Cup 2021 categoria 1.1, si svolse il 13 ottobre 2021 su un percorso di 169 km, con partenza dalla Piazza Duomo di Cittadella ed arrivo al Prato della Valle a Padova, in Veneto. La vittoria fu appannaggio del belga Xandro Meurisse, che completò il percorso in 3h54'11", alla media di 43,248 km/h, precedendo gli italiano Matteo Trentin e Alberto Dainese.
Sul traguardo di Padova 111 ciclisti, su 126 partiti da Cittadella, portarono a termine la manifestazione.

## Squadre e corridori partecipanti
| N.    | Cod. | Squadra                     |
| ----- | ---- | --------------------------- |
| 1-7   | ITA  | Italia                      |
| 11-17 | ANS  | Androni Giocattoli-Sidermec |
| 21-27 | AFC  | Alpecin-Fenix               |
| 31-37 | AMO  | Amore & Vita                |
| 41-47 | AST  | Astana-Premier Tech         |
| 51-57 | BCF  | Bardiani-CSF-Faizanè        |
| 61-67 | BTC  | Beltrami TSA Tre Colli      |
| 71-77 | COF  | Cofidis                     |
| 81-87 | EOK  | Eolo-Kometa Cycling Team    |
| 91-97 | GAZ  | Gazprom-RusVelo             |

| N.      | Cod. | Squadra                            |
| ------- | ---- | ---------------------------------- |
| 101-107 | GEF  | General Store-F.lli Curia-Essegibi |
| 111-117 | HAC  | Hrinkow Advarics Cycleang          |
| 121-127 | IWG  | Intermarché-Wanty-Gobert           |
| 131-137 | T4Q  | Team Qhubeka                       |
| 141-147 | UAD  | UAE Team Emirates                  |
| 151-157 | THR  | Vini Zabù                          |
| 161-167 | IWM  | Work Service-Marchiol-Dynatek      |
| 171-177 | ZEF  | Zalf Euromobil Fior                |
| 181-187 | MGK  | MG.K Vis VPM                       |

## Ordine d'arrivo (Top 10)
| Pos. | Corridore         | Squadra     | Tempo    |
| ---- | ----------------- | ----------- | -------- |
| 1    | Xandro Meurisse   | Alpecin     | 3h54'11" |
| 2    | Matteo Trentin    | UAE         | s.t.     |
| 3    | Alberto Dainese   | DSM         | s.t.     |
| 4    | Simone Consonni   | Cofidis     | s.t.     |
| 5    | Alessandro Covi   | UAE         | s.t.     |
| 6    | Vincenzo Albanese | Eolo        | s.t.     |
| 7    | Jhonatan Restrepo | Androni     | s.t.     |
| 8    | Andrea Pasqualon  | Intermarché | s.t.     |
| 9    | Simone Velasco    | Gazprom     | s.t.     |
| 10   | Davide Orrico     | Vini Zabù   | s.t.     |